# Sonata for solo harp
De Sonata for solo harp, Ballade om Hemingen unge is een compositie van Johan Kvandal.  Deze sonate bestaat uit twee delen:
1. Ballade: Lento non troppo (bewerking van een Noors volksliedje)
2. Finale: Allegro  (eigen compositie)

Het werk is geschreven op verzoek van Willy Postma, een Nederlandse harpiste. Ze was onder meer harpiste bij het Trondheim Symfoniorkester en zette in 1981 in Trondheim een opleiding voor harp op, de eerste in Scandinavië. De eerste uitvoering van deze sonate voor solo harp vond dan ook daar plaats tijdens de Vårens Musikkfestdager.
De jonge Heming (Hemingen unge) is een Noorse figuur uit sagen en legendes. Hij was overal goed in en dat wekte de jaloezie van koning Harald III van Noorwegen, die hem liet ombrengen. 